# Fobello
Fobello es una comune italiana situada en la provincia de Vercelli, en Piamonte. Tiene una población estimada, a fines de mayo de 2022, de 184 habitantes.

## Evolución demográfica
| Gráfica de evolución demográfica de Fobello entre 1861 y 2022 |
|                                                               |
| Fuente: ISTAT - Elaboración gráfica de Wikipedia              |